# Bobby Gregg
Robert J. (Bobby) Gregg (Philadelphia, Pennsylvania, Estados Unidos, 30 de abril de 1936 - Las Vegas, Nevada, Estados Unidos, 3 de mayo de 2014) fue un batería y productor estadounidense. Como baterista y líder de grupo, grabó un solo álbum y varios sencillos. Es más conocido por su trabajo como batería de sesión en trabajos de músicos como Bob Dylan y Simon & Garfunkel y por reemplazar a Levon Helm temporalmente en The Hawks.

## Biografía
Gregg comenzó su carrera musical con Steve Gibson & The Red Caps. En 1962, lideró Bobby Gregg & His Friends para publicar un sencillo instrumental, "The Jam - Part 1", que alcanzó el puesto catorce en la lista de R&B de Billboard y el 29 en la lista Billboard Hot 100. Ese mismo año, Gregg publicó otro sencillo instrumental titulado "Potato Peeler", de menor éxito comercial, y en 1963 publicó el álbum Let's Stomp and Wild Weekend con Epic Records. En 1964 y 1965, volvió a publicar sencillos como "Any Number Can Win", "MacDougal Street", "It's Good to Me" y "Charly Ba-Ba". También trabajó como productor musical de canciones de Sun Ra, Erma Franklin, Richard "Popcorn" Wylie y Frank Hunter.
En 1964, Tom Wilson, productor de Bob Dylan, revisó la grabación de "House of the Rising Sun" y contrató a una banda para regrabarla con instrumentos eléctricos. Entre ellos, Gregg fue contratado como batería. Un año después, Gregg trabajó como batería de Dylan en las canciones eléctricas del álbum Bringing It All Back Home. Gregg grabó tomas de "Subterranean Homesick Blues", "She Belongs to Me", "Love Minus Zero/No Limit", "Outlaw Blues" y "Bob Dylan's 115th Dream" el 14 de enero de 1965 y otras tomas de "Maggie's Farm" y "On the Road Again" un día después.
El 15 de junio de 1965, participó en la grabación de "Like a Rolling Stone" en las sesiones de Highway 61 Revisited. "Like a Rolling Stone" llegó al número dos de la lista Billboard Hot 100 y fue nombrada por la revista Rolling Stone la mejor canción de todos los tiempos. El resto de Highway 61 Revisited fue grabado entre el 29 de julio y el 4 de agosto de 1965. Al respecto, los días 29 y 30 de julio grabó como batería "Tombstone Blues", "It Takes a Lot to Laugh, It Takes a Train to Cry" y "From a Buick 6". En la sesión del 2 de agosto en la que se grabaron "Queen Jane Approximately", "Highway 61 Revisited", "Just Like Tom Thumb's Blues" y "Ballad of a Thin Man", Sam Lay tocó la batería al principio, aunque Gregg se unió a la sesión más tarde.
En noviembre de 1965, se unió a The Hawks, grupo que respaldaba a Dylan en su gira, después de la marcha de Levon Helm. Gregg se mantuvo con The Hawks durante un mes antes de ser a su vez reemplazado por Sandy Konikoff. También grabó con Dylan durante una sesión el 30 de noviembre en la que trabajaron en "Visions of Johanna" y "Can You Please Crawl Out Your Window?".
En 1967, trabajó como batería de Peter, Paul & Mary en la grabación de The Peter, Paul and Mary Album. En 1971, respaldó a John Cale y Terry Riley en el álbum Church of Anthrax.